# Roudne
Roudne (ukrainien : Рудне) est une commune urbaine de l'oblast de Lviv, en Ukraine. Elle compte 7 350 habitants en 2021.